# فريد دافيس (لاعب سنوكر)
فريد ديفيس (بالإنجليزية: Fred Davis)‏ (14 أغسطس 1913 - 16 أبريل 1998) كان لاعب سنوكر وبلياردو إنجليزي محترف ويعتبر واحد أبطال السنوكر حيث يعتبر جو ديفيس شقيق الأكبر وله شعبية واسعة في اللعبة. فاز ببطولة العالم للسنوكر 3 مرات.

## روابط خارجية
- فريد دافيس على موقع CueTracker.net (الإنجليزية)